# Lagardelle-sur-Lèze
Lagardelle-sur-Lèze – miejscowość i gmina we Francji, w regionie Oksytania, w departamencie Górna Garonna.
Według danych na rok 1990 gminę zamieszkiwały 1 823 osoby, a gęstość zaludnienia wynosiła 132 osoby/km² (wśród 3020 gmin regionu Midi-Pyrénées Lagardelle-sur-Lèze plasuje się na 199. miejscu pod względem liczby ludności, natomiast pod względem powierzchni na miejscu 835.).